# Alojzy Firganek
Alojzy Firganek (ur. 12 września 1918 w Bestwince, zm. 3 maja 1985) – polski działacz partyjny i państwowy, związkowiec oraz ekonomista, prezes Państwowej Komisji Płac (1955–1958), podsekretarz stanu w Ministerstwie Pracy, Płac i Spraw Socjalnych (1958–1960).

## Życiorys
Syn Franciszka i Zofii, pochodził z rodziny robotniczej Od 1937 robotnik w cegielni w Bestwince, następnie od 1938 do 1945 pracował w KWK Silesia w Czechowicach-Dziedzicach. Kształcił się w Centralnej Szkole Partyjnej PPR w Łodzi (kwiecień–czerwiec 1945) i Szkole Partyjnej przy KC PZPR (1950–1952), zaś w 1970 ukończył Wyższą Szkołę Ekonomiczną w Katowicach.
Działał w Organizacji Młodzieży Towarzystwa Uniwersytetu Robotniczego (1937–1939) i Polskiej Partii Socjalistycznej (1938–1939), ponadto od września 1944 służył w Armii Ludowej. W okresie wojennym działał w komunistycznej konspiracji. Po wojnie był kierownikiem grupy agitacyjno-propagandowej Korpusu Bezpieczeństwa Wewnętrznego w Lublinie (czerwiec–lipiec 1945), przewodniczącym Związku Walki Młodych w Bielsku-Białej (1945–1946), sekretarzem bielskiego oddziału Zawodowego Metalowców w Bielsku-Białej (1946–1949), sekretarzem Zarządu Głównego Związku Zawodowego Metalowców (1949–1950). Następnie w ramach Centralnej Rady Związków Zawodowych został kierownikiem wydziałów ekonomicznego (1952–1953) oraz pracy i płac (1953–1954), a następnie sekretarzem (1954–1955).
Od 1942 (początkowo pod pseudonimem „Śmiały”) należał do Polskiej Partii Robotniczej, w 1948 przekształconej w Polską Zjednoczoną Partię Robotniczą. Zajmował stanowiska prezesa Państwowej Komisji Płac (październik 1955 – marzec 1958), podsekretarza stanu w Ministerstwie Pracy i Opieki Społecznej (marzec 1958 – czerwiec 1960) i zastępcy przewodniczącego Komitetu Pracy i Płac (lipiec 1960 – maj 1972). Pomiędzy 1972 a 1977 radca ambasady PRL w Pradze, następnie od października 1977 do maja 1984 wiceprezes Zakładu Ubezpieczeń Społecznych.
Został pochowany na Cmentarzu Wojskowym na Powązkach.

## Odznaczenia i upamiętnienie
Odznaczony Srebrnym Krzyżem Zasługi za zasługi położone w walce z okupantem i udział w pracach konspiracyjnych w okresie okupacji (1946), Krzyżem Kawalerskim Orderu Odrodzenia Polski za zasługi w pracy społeczno-politycznej (1954) oraz Medalem 10-lecia Polski Ludowej.
Jego imieniem nazwano ulicę w Kaniowie, w ramach dekomunizacji w 2018 zmieniono jej nazwę na Wodna.